# دانيال إي. فلمنج
دانيال إي. فلمنج (بالإنجليزية: Daniel E. Fleming)‏ هو عالم آشوريات وبروفيسور أمريكي، ولد في 1957.